# Crema Mississippi
Crema Mississippi (títol original en anglès Mississippi Burning) és una pel·lícula estatunidenca d'Alan Parker, guanyadora d'un oscar i estrenada el 1988. Aquesta pel·lícula ha estat doblada al català.

## Argument
El 1964, tres homes desapareixen a Jessup County, a l'Estat de Mississipi, sense deixar cap rastre. Són militants per als drets cívics. Rupert Anderson i Alan Ward, agents de l'FBI són encarregats d'aclarir aquest assumpte. El primer és un home d'experiència, actuant amb diplomàcia i determinació. El segon, més jove i impacient per obtenir resultats, es comporta de manera més grollera. Qüestiona públicament un negre, anomenat Hollis, que és salvatgement apallissat algunes hores més tard. La ciutat és presa de la violència: esglésies i cases cremen.
Anderson continua l'enquesta segons mètodes més subtils. Les seves sospites el porten fins al xèrif Stuckey i el seu adjunt Pell; aquest últim és cobert per la seva esposa. Els incendiaris són detinguts, però el jurat compost de blancs els condemna a penes irrisòries.
L'ambient és nociu i explosiu: un home és linxat, mentre Townley, el líder del Ku Klux Klan, atia els odis i la violència. La Sra. Pell, la dona de l'adjunt del sherif, fastiguejada per aquests esdeveniments, es resol a parlar i revela a Anderson l'indret on es troben els cossos dels tres desapareguts. Tilman, l'alcalde, comença a agafar por i dona indicacions a l'FBI que desemboquen en la detenció dels culpables: Swilley, Cowens, Bailey, Stuckey i Pell.

## Repartiment
- Gene Hackman: Rupert Anderson
- Willem Dafoe: Alan Ward
- Frances McDormand: Mrs Pell
- Brad Dourif: el xèrif adjunt Pell
- R. Lee Ermey: el batlle Tilman
- Gailard Sartain: el xèrif Stuckey
- Stephen Tobolowsky: Clayton Townley
- Michael Rooker: Frank Bailey
- Pruitt Taylor Vince: Lester Cowens
- Badja Djola: l'agent Monk
- Kevin Dunn: l'agent Bird
- Stanley Collins: Hollis
- Marc Clement: Floyd Swilley
- Darius McCrary: Aaron Williams
- Lou Walker: Vertis Williams
- Ralnardo Davis: Willie

### Comentaris
Crema Mississippi relata fets reals que van tenir lloc el 1964, a l'Estat de Mississippí. Tres militants per als drets cívics Michael Schwerner, Andrew Goodman i James Chaney van ser assassinats per gent del Ku Klux Klan. El racisme, la inseguretat i la manipulació de les multituds al sud dels Estats Units són clarament mostrades. Gene Hackman (que seria nominat per l'Oscar al millor actor) i Willem Dafoe són a l'altura dels seus papers. El rodatge es va fer a LaFayette, a l'estat d'Alabama.

## Al marge de la pel·lícula, els processos judicials
El 1967, va tenir lloc un procés on divuit persones van ser acusades, set d'elles van ser condemnades per atemptar contra els drets cívics dels tres militants assassinats. La pena màxima pronunciada va ser de deu anys de presó.
El 1998, un dels condemnats implica un tal Edgar Ray Killen, llavors un dels responsables del Ku Klux Klan, que mai no havia estat inquietat. L'expedient es va reobrir i testimonis van establir la implicació d'aquest nou sospitós en l'homicidi, autoritzant la celebració d'un nou procés. El 23 de juny de 2005, Killen, de 80 anys, va ser reconegut culpable de l'homicidi dels tres militants dels drets cívics. Va ser condemnat a 60 anys de presó pel tribunal de Filadèlfia, Estat de Mississippi, més de 40 anys després dels fets. Va ser alliberat sota fiança l'agost de 2005 per 600.000 dòlars.

## Premis i nominacions

### Premis
- 1989: Oscar a la millor fotografia per Peter Biziou
- 1989: Os de Plata a la millor interpretació masculina per Gene Hackman
- 1990: BAFTA a la millor fotografia per a Peter Biziou
- 1990: BAFTA al millor muntatge per a Gerry Hambling
- 1990: BAFTA al millor so per Bill Phillips, Danny Michael, Robert J. Litt, Elliot Tyson i Rick Kline

### Nominacions
- 1989: Oscar a la millor pel·lícula
- 1989: Oscar al millor director per Alan Parker
- 1989: Oscar al millor actor per Gene Hackman
- 1989: Oscar a la millor actriu secundària per Frances McDormand
- 1989: Oscar al millor muntatge per Gerry Hambling
- 1989: Oscar al millor so per Robert J. Litt, Elliot Tyson, Rick Kline i Danny Michael
- 1989: Os d'Or
- 1989: Globus d'Or a la millor pel·lícula dramàtica
- 1989: Globus d'Or al millor director per Alan Parker
- 1989: Globus d'Or al millor actor dramàtic per Gene Hackman
- 1989: Globus d'Or al millor guió per Chris Gerolmo
- 1990: BAFTA a la millor direcció per a Alan Parker
- 1990: BAFTA a la millor música per a Trevor Jones